# José de Anchieta
José de Anchieta, španski jezuit, misijonar, pesnik in pisatelj, * 1534, † 1597.
Anchieta je bil eden najbolj pomembnih kolonizatorjev in misijonarjev v Braziliji; pomagal je ustanoviti São Paulo (1554) in Rio de Janeiro (1565).
Velja tudi za prvega brazilskega književnika. Papež Frančišek ga je leta 2014 razglasil za svetnika.
1. 1 2  data.bnf.fr: platforma za odprte podatke — 2011.
2. 1 2 3 4  Roux P. d. Nouveau Dictionnaire des œuvres de tous les temps et tous les pays — 2 — Éditions Robert Laffont, 1994. — Vol. 1. — P. 87. — ISBN 978-2-221-06888-5
3. 1 2 3  Musica Brasilis Project
4. ↑  Dialnet — 2001.